# Спортивная гимнастика на летних Олимпийских играх 1960 — вольные упражнения (мужчины)
Результаты мужских соревнований по спортивной гимнастике в вольных упражнениях — одной из восьми дисциплин в спортивной гимнастике на 17-х летних Олимпийских играх 1960 года в Риме.
До 1996 г. участники чемпионатов мира и Олимпийских игр должны были выполнять обязательные упражнения, составленные Международной федерацией гимнастики (ФИЖ) и произвольные (составленные самими спортсменами с соблюдением определенных требований к трудности) упражнения. После 1996 года обязательные упражнения были отменены, и гимнасты стали исполнять на всех соревнованиях только произвольные упражнения.

## Результаты

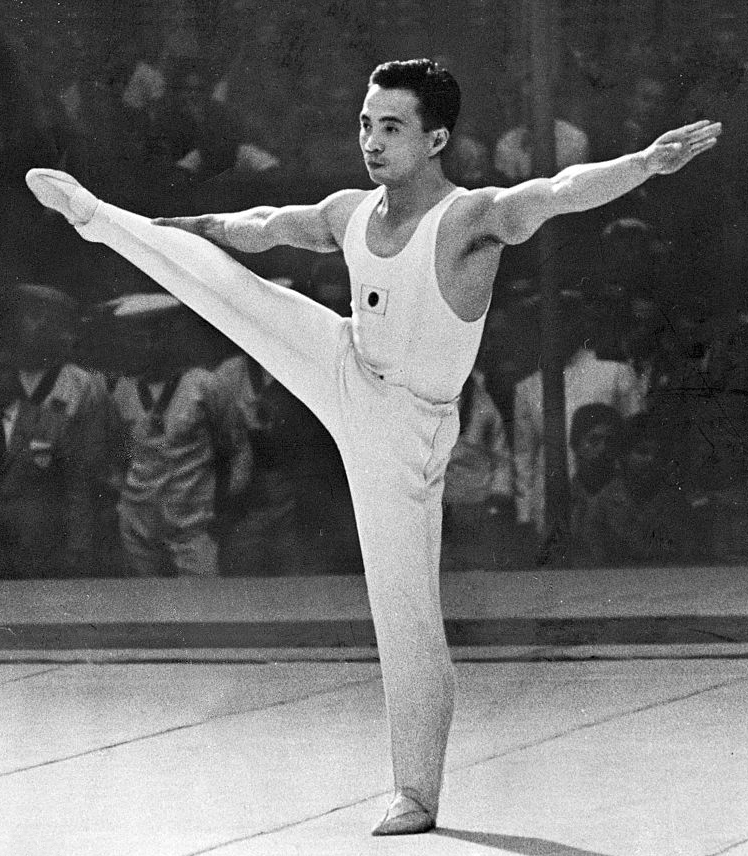
Выступление Нобуюки Яихара на летних Олимпийских играх 1960

### Квалификация
В соревнованиях с обязательными и произвольными упражнениями принимало участие сто тридцать гимнастов. Шесть гимнастов вышли в финал.

### Финал
Чемпионом стал японец Нобуюки Яихара, серебряным призёром стал советский спортсмен Юрий Титов, а бронзовым призёром — итальянец Франко Меничелли.
| Место | Гимнаст                        | C & V/2 | Финал | Сумма  |
| ----- | ------------------------------ | ------- | ----- | ------ |
|       | Нобуюки Яихара (Япония)        | 9.650   | 9.800 | 19.450 |
|       | Юрий Титов (СССР)              | 9.625   | 9.700 | 19.325 |
|       | Франко Меничелли (Италия)      | 9.525   | 9.750 | 19.275 |
| 4     | Такаси Мицукури (Япония)       | 9.500   | 9.700 | 19.200 |
| 4     | Такаси Оно (Япония)            | 9.500   | 9.700 | 19.200 |
| 6     | Ярослав Стастни (Чехословакия) | 9.500   | 9.550 | 19.050 |

- C & V/2 — (упражнения обязательные + произвольные)/2